# Telepass (traghetto)
Il Telepass è un traghetto bidirezionale appartenente alla compagnia di navigazione italiana Caronte & Tourist.

## Storia

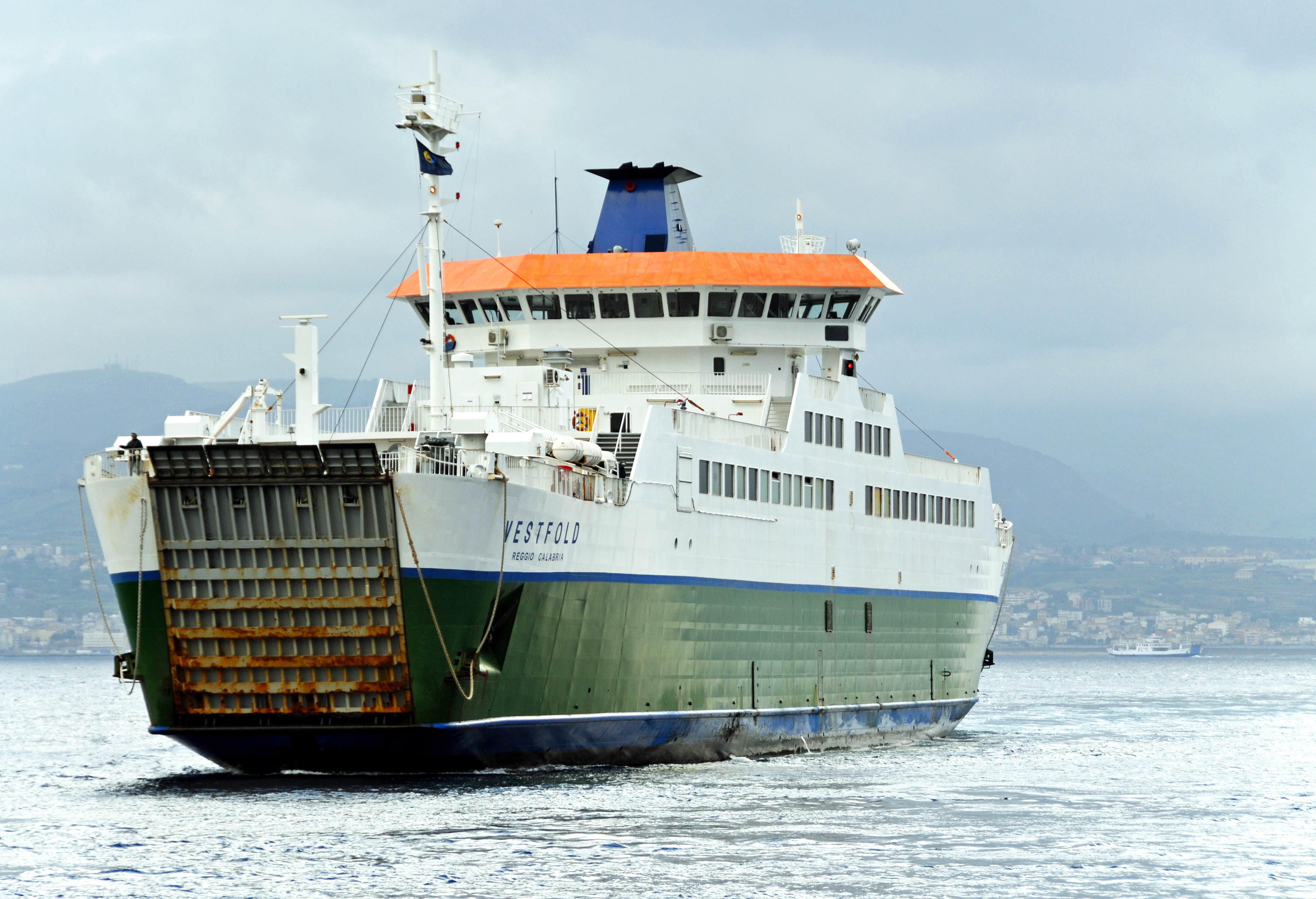
Vestfold nello stretto di Messina nel 2010.

La nave, costruita in Norvegia dai cantieri Trønderverftet, fu varata nel 1991 col nome Vestfold ed entrò in servizio nei collegamenti sull'Oslofjord tra Moss e Horten per la compagnia BastøFergen della Gokstad AS.
Nel 1996 il traghetto venne noleggiato a Bastø Fosen, che lo utilizzò nella stessa rotta fino al 1999, anno in cui venne venduto alla Viano Shipping. Arrivata a Gioia Tauro venne installata la rampa interna per il carico al ponte superiore e successivamente per un breve periodo fu utilizzato nei traghettamenti fra Messina e Reggio Calabria, ma nel 2001 cominciò a operare stabilmente sulla tratta Messina-Villa San Giovanni, per conto di Caronte S.p.A. (poi divenuta Caronte & Tourist).
La nave venne impiegata con la livrea originale e con lo stesso nome d'origine: verde e bianco.
Il 9 luglio 2007 il colore del controplancia (parte superiore) passa da bianco ad arancione.
Nel 2009 fu fermata per la rimordenizzazione dei portelloni, con la modifica della parte terminale e colore del fumaiolo passando dal colore verde a quello blu.
Nel 2015, per celebrare l'inaugurazione della pista dedicata ai clienti Telepass agli imbarchi della Caronte & Tourist, la nave fu ribattezzata Telepass e ritinteggiata con una livrea giallo-blu e controplancia bianco, che richiama i colori e il marchio dell'omonimo apparato di telepedaggio.
Il 27 marzo 2017, a causa di un blackout che ha portato poi a un'avaria a un motore, urta il molo della rada san Francesco di Messina, causando il ferimento non grave a un marittimo. La nave non ha subito danni, ma per tutto il giorno è stata sostituita dalla compagna di flotta Archimede.
Nel febbraio del 2019, in occasione degli sconti del Sicilia Outlet Village, cambia provvisoriamente livrea ai cantieri navali di Augusta, ricevendo la livrea bianca targata Sicilia Outlet Village e il controplancia blu.
Il 23 febbraio 2019, a causa del forte vento, la nave viene urtata da un'altra nave facente parte della flotta, ovvero la Elio, causando così un danno lieve, riparato successivamente ad aprile 2021.
Il 20 marzo 2020 torna in livrea gialla targata Telepass mantenendo il controplancia blu.
Durante il periodo di manutenzione da novembre 2021 a maggio 2022, vengono riammodernati i saloni, assimilando il bar a quelli delle navi Elio e Tremestieri, con relativa sostituzione del gommone con apposita gru.
Il 14 novembre 2023, presso i cantieri navali Palumbo, la nave cambia livrea, che rimane comunque con base gialla ma aggiornando il logo Telepass e aggiungendo alcune scritte pubblicitarie inerenti al marchio dell'unità navale.
Il 10 gennaio 2024, durante la partenza delle 8:40 da Villa San Giovanni a Messina, si verifica un guasto al motore dell'unità navale e, prontamente, la nave torna indietro al molo di Villa San Giovanni, essendo da poco partita, urtando all'arrivo leggermente la banchina senza causare però alcun danno a persone e cose. La nave è stata anche prontamente sostituita dalla compagna di flotta Archimede.
Dal 20 febbraio 2024 al 12 aprile 2024 la nave è stata nei cantieri navali di Augusta per lavori di manutenzione.
Il 5 febbraio 2025 con la corsa delle 15:20 da Villa San Giovanni a Messina viene messa in fermo per il subentro della nuova nave Pietro Mondello che la sostituisce.
Il 20 giugno 2025 effettua delle prove in mare nello stretto di Messina dove si presume che la stessa unità venga utilizzata insieme alla Pietro Mondello ed Elio per la stagione estiva, tre giorni dopo rientra in servizio a posto della Pietro Mondello, dapprima come sostituta, poi in affiancamento in caso di alto traffico.

## Servizio
La nave è attualmente è in servizio dalle 5:20 alle 21:00 insieme alla nave Elio o Pietro Mondello, fermandosi soltanto nel turno notturno compreso tra 21:20 e le 5:00.
A seguito dell'ingresso in flotta della nave Pietro Mondello, viene principalmente usata come nave di riserva come sostituta di essa oppure della nave Elio e, in altri casi, in affiancamento ad entrambi in caso di alto traffico veicolare.